# كان كوباياشي
كان كوباياشي (باليابانية: 小林 幹) (27 أبريل 1999 في طوكيو في اليابان – )؛ هو لاعب كرة قدم كان يلعب كلاعب وسط.

## وصلات خارجية
- كان كوباياشي على موقع رابطة كرة القدم اليابانية للمحترفين (اليابانية)
- كان كوباياشي على موقع قاعدة بيانات كرة القدم.إي يو (الإنجليزية)
- كان كوباياشي على موقع Soccerway.com (الإنجليزية)